# Elimination Chamber (2020)
Elimination Chamber (2020) foi um evento de luta livre profissional produzido pela WWE e transmitido em formato pay-per-view (PPV) pelo WWE Network e contou com a participação de lutadores das marcas Raw e SmackDown. O evento aconteceu em 8 de março de 2020 no Wells Fargo Center na Filadélfia, Pensilvânia. Foi o décimo evento da cronologia Elimination Chamber.
Oito lutas foram disputadas no evento, incluindo uma no pré-show. No evento principal, Shayna Baszler do NXT venceu a luta Elimination Chamber feminina do Raw para se tornar a desafiante número um contra Becky Lynch pelo Campeonato Feminino do Raw na WrestleMania 36. Em outras lutas, Aleister Black derrotou AJ Styles em uma luta sem desqualificação, Sami Zayn, Shinsuke Nakamura e Cesaro derrotaram Braun Strowman em uma luta handicap 3-contra-1, com Zayn imobilizando Strowman para ganhar o Campeonato Intercontinental e The Miz e John Morrison retiveram o Campeonato de Duplas do SmackDown na luta Elimination Chamber do SmackDown. Este também foi o primeiro evento do Elimination Chamber sem nenhuma disputa de título mundial no card.
O Elimination Chamber também acabaria sendo o último pay-per-view a aparecer na frente de uma multidão ao vivo, antes da pandemia de COVID-19, quando a promoção transferiu a maioria de seus shows para o WWE Performance Center em Orlando, Flórida, sem fãs presentes.

## Produção

### Conceito
Elimination Chamber é um pay-per-view produzido pela WWE em 2010. Tem sido produzido todos os anos, exceto em 2016, e geralmente é realizado em fevereiro; o evento de 2020 foi o segundo a não ocorrer em fevereiro, mas o primeiro a ser realizado em março. O conceito do show é que uma ou duas lutas do evento principal sejam disputadas dentro da Elimination Chamber, seja com campeonatos ou oportunidades futuras em campeonatos em jogo. O evento de 2020 foi o décimo evento sob a cronologia Elimination Chamber e contou com lutadores das marcas Raw e SmackDown.
Desde 2011, o show é promovido como "No Escape" na Alemanha, pois teme-se que o nome "Elimination Chamber" possa lembrar as pessoas das câmaras de gás usadas durante o Holocausto.

### Histórias
O show foi composto por oito lutas, incluindo uma no pré-show. As lutas resultaram de histórias roteirizadas, em que os lutadores retratavam heróis, vilões ou personagens menos distintos em eventos roteirizados que criaram tensão e culminaram em uma luta ou série de lutas. Os resultados foram predeterminados pelos escritores da WWE nas marcas Raw e SmackDown enquanto as histórias foram produzidas nos programas semanais de televisão da WWE, Monday Night Raw e Friday Night SmackDown.
Em 17 de fevereiro, uma luta Elimination Chamber feminina para a marca Raw foi agendada para o evento para determinar a desafiante número um contra Becky Lynch pelo Campeonato Feminino do Raw na WrestleMania 36. Para a luta foram anunciadas, Natalya, Liv Morgan, Asuka, Ruby Riott, Sarah Logan e Shayna Baszler do NXT, que reacendeu sua rivalidade com Lynch do Survivor Series emboscando-a no episódio da semana anterior do Raw.
No episódio de 31 de janeiro do SmackDown, Braun Strowman derrotou Shinsuke Nakamura (com Sami Zayn e Cesaro em seu corner) para ganhar o Campeonato Intercontinental. No episódio de 28 de fevereiro, uma assinatura de contrato para uma luta pelo título no Elimination Chamber foi realizada. Cansado de ouvir os discursos de Zayn, Strowman assinou o contrato, afirmando que independente de quem mais o tivesse assinado, ele sabia que basicamente enfrentaria os três no evento. Zayn agarrou a oportunidade e ele, Nakamura e Cesaro assinaram o contrato, tornando-se uma luta handicap 3-contra-1 pelo Campeonato Intercontinental de Strowman no evento.
No Super ShowDown, The Miz e John Morrison derrotaram The New Day ( Big E e Kofi Kingston ) para conquistarem o Campeonato de Duplas do SmackDown. Na noite seguinte no SmackDown, foi anunciado que Miz e Morrison defenderiam o título em uma luta Elimination Chamber de duplas no evento. Os desafiantes anunciados para a luta foram The New Day (Big E e Kingston), The Usos (Jey Uso e Jimmy Uso), Heavy Machinery ( Otis e Tucker ), Lucha House Party ( Gran Metalik e Lince Dorado ) e Dolph Ziggler & Robert Roode . Na semana seguinte, Ziggler e Roode venceram uma luta gauntlet de duplas para serem a ultima dupla a entrar na luta.
No Super ShowDown, Seth Rollins e Murphy mantiveram o Campeonato de Duplas do Raw contra The Street Profits (Angelo Dawkins e Montez Ford). No Raw seguinte, The Street Profits teve uma oportunidade final, onde derrotou Rollins e Murphy para ganhar o título. Mais tarde, nos bastidores, Rollins e Murphy desafiaram The Street Profits para uma revanche pelo título no Elimination Chamber, que foi oficializada.
No Raw de 24 de fevereiro, The OC (AJ Styles, Luke Gallows e Karl Anderson) atacaram Aleister Black nos bastidores. Black então desafiou Styles para uma luta na semana seguinte, entretanto, Styles disse que Black teria que derrotar Gallows e Anderson antes que ele pudesse enfrentar Styles. Black derrotou Gallows e Anderson em lutas separadas, após o que Styles enfrentou e derrotou Black. Uma revanche sem desqualificação entre Black e Styles foi marcada para o Elimination Chamber.
No pré-show do Royal Rumble, Andrade (acompanhado por Zelina Vega ) reteve o Campeonato dos Estados Unidos contra Humberto Carrillo. Carrillo venceu então uma revanche no Raw seguinte por desqualificação devido à interferência de Vega. Após a luta, Carrillo executou um Hammerlock DDT em Andrade sobre o concreto exposto, assim como Andrade havia feito anteriormente com Carrillo em dezembro. Com Andrade ausente no mês seguinte, Vega trouxe seu novo associado, Angel Garza do NXT, primo da vida real de Carrillo. Os dois então rivalizaram onde Garza derrotou Carrillo no Super ShowDown. No Raw de 2 de março, Carrillo se juntou a Rey Mysterio para enfrentar Andrade e Garza, onde Carrillo derrotou Andrade. Isso valeu a Carrillo mais uma luta pelo Campeonato dos Estados Unidos contra Andrade no Elimination Chamber.
Nos bastidores durante o episódio do SmackDown de 21 de fevereiro, Daniel Bryan foi abordado por Drew Gulak, que afirmou conhecer todos os pontos fracos de Bryan. No episódio de 6 de março, Bryan desafiou Gulak para uma luta no Elimination Chamber, que mais tarde foi oficializada para o evento.

## Evento
| Função:                   | Nome:                     |
| ------------------------- | ------------------------- |
| Comentaristas em inglês   | Michael Cole (SmackDown)  |
| Comentaristas em inglês   | Corey Graves (SmackDown)  |
| Comentaristas em inglês   | Tom Phillips (Raw)        |
| Comentaristas em inglês   | Jerry Lawler (Raw)        |
| Comentaristas em inglês   | Byron Saxton (Raw)        |
| Comentaristas em espanhol | Carlos Cabrera            |
| Comentaristas em espanhol | Marcelo Rodríguez         |
| Comentaristas em alemão   | Carsten Schaefer          |
| Comentaristas em alemão   | Tim Haber                 |
| Comentaristas em alemão   | Calvin Knie               |
| Anunciadores de ringue    | Greg Hamilton (SmackDown) |
| Anunciadores de ringue    | Mike Rome (Raw)           |
| Árbitros                  | Danilo Anfibio            |
| Árbitros                  | Jason Ayers               |
| Árbitros                  | Shawn Bennett             |
| Árbitros                  | John Cone                 |
| Árbitros                  | Darrick Moore             |
| Árbitros                  | Eddie Orengo              |
| Árbitros                  | Chad Patton               |
| Árbitros                  | Charles Robinson          |
| Entrevistadores           | Charly Caruso             |
| Entrevistadores           | Kayla Braxton             |
| Entrevistadores           | Sarah Schreiber           |
| Painel de pré-exibição    | Jonathan Coachman         |
| Painel de pré-exibição    | Charly Caruso             |
| Painel de pré-exibição    | David Otunga              |
| Painel de pré-exibição    | Peter Rosenberg           |

### Pré-show
Durante o pré-show do Elimination Chamber, os Viking Raiders (Erik e Ivar) enfrentaram Curt Hawkins e Zack Ryder . O final veio quando The Viking Raiders realizou um Viking Experience em Ryder, e Ivar o imobilizou para vencer a luta.

### Lutas preliminares
O pay-per-view começou com Daniel Bryan enfrentando Drew Gulak. No final, Bryan aplicou o Yes Lock em Gulak, que desmaiou, vencendo a luta por finalização técnica .
Em seguida, Andrade (acompanhado por Zelina Vega) defendeu o Campeonato dos Estados Unidos contra Humberto Carrillo. Durante a luta, Vega removeu o forro do chão para expor o concreto e Andrade tentou fazer um Hammerlock DDT em Carrillo sobre o concreto, porém Carrillo se opôs e executou um suplex em Andrade. No final, após troca de roll-ups, Andrade fez um pin em Carrillo, segurando suas calças, para manter o título.
Depois disso, The Miz e John Morrison defenderam o Campeonato de Duplas do SmackDown no combate Elimination Chamber de duplas do SmackDown. Os desafiantes foram The New Day (Big E e Kofi Kingston), The Usos (Jey Uso e Jimmy Uso), Heavy Machinery (Otis e Tucker), Lucha House Party (Lince Dorado e Gran Metalik) e Dolph Ziggler & Robert Roode. The Usos e The New Day começaram a luta. Lucha House Party entrou em terceiro, seguido por Miz e Morrison, e então Heavy Machinery. Lucha House Party foi eliminado por Heavy Machinery depois de aplicarem o Compactor em Dorado. Devido à vitória da luta gauntlet no episódio anterior do SmackDown, Ziggler e Roode entraram por último. Eles começaram a visar Heavy Machinery, especificamente Otis, que tentou executar um clothesline em Ziggler, que estava dentro de um câmara; no entanto, Ziggler evitou Otis, que atravessou a câmara e acabou do lado de fora. Tucker tentou enfrentar Ziggler e Roode ele mesmo, mas foi derrotado e Roode executou um Glorious DDT em Tucker para eliminar o Heavy Machinery. Big E então executou um Big Ending em Roode, seguido por Splashes duplos dos Usos em Ziggler e Roode para eliminá-los. Então Miz e Morrison derrotaram Kingston para eliminar o The New Day. No clímax, após trocar roll-ups, Miz e Morrison derrotaram Jimmy, com Morrison prendendo Jimmy com um roll-up e as pernas de Miz na corda para reter o título.
Na quarta luta, Aleister Black enfrentou AJ Styles (acompanhado por Luke Gallows e Karl Anderson) em uma luta sem desclassificação. Nos momentos finais, quando Black tentou uma Black Mass em Styles, Gallows e Anderson interferiram, mas Black lutou contra eles. Os três eventualmente emboscaram Black. Enquanto Gallows e Anderson seguravam Black em posição para que Styles executasse um Phenomenal Forearm, o sino de The Undertaker soou e as luzes se apagaram. Quando as luzes acenderam, Undertaker estava sufocando Gallows e Anderson. Styles então tentou o Phenomenal Forearm em Undertaker, que pegou Styles e executou um Chokeslam nele. As luzes então se apagaram novamente com The Undertaker desaparecendo depois que eles retornaram. Black então realizou uma Black Mass em Styles para vencer a luta.
Em seguida, The Street Profits (Angelo Dawkins e Montez Ford) defenderam o Campeonato de Duplas do Raw contra Seth Rollins e Murphy (acompanhados por Akam e Rezar ). No final, Kevin Owens apareceu na multidão e caminhou ao lado do ringue comendo pipoca, distraindo Rollins, o que permitiu que The Street Profits eliminasse Rollins momentaneamente. Ford então realizou um Splash em Murphy para reter o título. Após a luta, Owens realizou um Stunner em Rollins.
Na penúltima luta, Braun Strowman defendeu o Campeonato Intercontinental contra Sami Zayn, Shinsuke Nakamura e Cesaro em uma luta handicap 3-contra-1. Durante a luta, Nakamura e Cesaro subjugaram Strowman, permitindo que Zayn se identificasse e atacasse Strowman; no entanto, toda vez que Strowman se levantava, Zayn recuava. Nos momentos finais, Nakamura e Cesaro seguraram Strowman no lugar, permitindo que Zayn executasse um Helluva Kick em Strowman para ganhar o título. Zayn derrotou Strowman, vencendo o Campeonato Intercontinental, que foi seu primeiro título desde sua mudança do NXT em 2016 e sua primeira vitória de título desde o NXT TakeOver: R Evolution em 2014.

### Evento principal
O evento principal foi o combate Elimination Chamber feminino do Raw entre Natalya, Liv Morgan, Asuka, Ruby Riott, Sarah Logan e Shayna Baszler do NXT, no qual a vencedora ganharia uma luta pelo Campeonato Feminino do Raw contra Becky Lynch na WrestleMania 36. Natalya e Riott começaram a luta, seguidas por Logan como a terceira participante. Baszler entrou em quarto lugar e dominou suas oponentes, eliminando Logan, Riott e Natalya com a finalização Kirifuda Clutch. Quando Morgan entrou em quinta lugar, Baszler a lançou contra a gaiola e a cápsula da câmara, após o que, Baszler também eliminou Morgan com a Kirifuda Clutch enquanto provocava Asuka, que entrou por última. Depois que Baszler e Asuka foram para frente e para trás na tentativa de aplicar seus respectivos bloqueios de finalização, Baszler aplicou a Kirifuda Clutch em Asuka, que desmaiou, eliminando assim Asuka para ganhar a luta e uma oportunidade pelo Campeonato Feminino do Raw contra Lynch na WrestleMania. Com esta vitória, Baszler se tornou a primeira vencedora do Elimination Chamber a eliminar sozinha todos os outros oponentes, além de empatar o recorde de mais eliminações em uma única luta com cinco (anteriormente estabelecido por Braun Strowman no Elimination Chamber de 7 lutadores no evento de 2018).

## Recepção
O evento recebeu uma resposta geralmente positiva, com muitas das lutas elogiadas por sua narrativa e qualidade das lutas.
A luta de abertura entre Drew Gulak e Daniel Bryan foi muito elogiada. Brian Mazique, da Forbes, deu à luta uma classificação A+ perfeita, a mais alta da noite, afirmando que "do ponto de vista técnico, tinha quase tudo que você poderia pedir. As transições, as vendas e a diversidade de movimentos estavam fora das paradas. Bryan e Gulak trouxeram suas personalidades para o ringue, e a química entre os dois era aparente. Os dois homens tiveram seus momentos para brilhar, mas Bryan obteve a vitória por direito em uma luta que mostrou bem os dois lutadores. Esta foi de longe a luta da noite." Chris Mueller da Bleacher Report deu à luta uma classificação A (a classificação mais alta da noite, compartilhada com Andrade vs. Carrillo), afirmando: "Estes são dois dos melhores técnicos da WWE hoje, e este foi exatamente o tipo de luta que você esperaria que eles tivessem", e esperava que a luts fosse apenas "o primeiro de muitos confrontos entre os dois." O Pro Wrestling Torch deu uma classificação de 3,5 / 5, chamando-o de "excelente combate baseado no tapete. Realmente atraente do começo ao fim, mesmo com um ritmo mais deliberado do que o normal para o estilo WWE. No entanto, não fico louco com os solavancos que Bryan leva na nuca." Elton Jones do Heavy também deu uma classificação de 3,5 / 5, alegando que "Drew Gulak brilhou muito aqui. Eu sabia que, indo para essa luta dos sonhos, este era para ser um momento de ruptura para Drew e Daniel Bryan fez tudo ao seu alcance para ajudá-lo a alcançar esse objetivo elevado. [. . . ] Esta luta foi decididamente boa, mas precisou de mais 10 minutos para realmente atingir o nível de ótima. Talvez recebamos esse pedido de tempo prolongado em sua revanche em algum momento. Mesmo assim, Drew saiu com uma aparência melhor do que nunca, graças aos esforços altruístas de Daniel."
Andrade vs. Carrillo também foi elogiado, embora a maioria dos analistas tenha criticado seu booking, apontando que as repetidas derrotas de Carrillo contra Andrade prejudicaram a credibilidade da rivalidade. Forbes deu uma nota B, chamando-o de "lutador", mas afirmando: "Por que Carrillo teve a oportunidade de desafiar repetidamente Andrade se ele nunca vai superar? Isso não quer dizer que Andrade não deva ainda ser o campeão dos Estados Unidos, mas neste momento, todas as lutas deste programa estão começando a parecer iguais. Ambos os homens são trabalhadores fortes com grande capacidade atlética, mas é hora de uma nova rivalidade." Heavy deu a nota 3,5/5, afirmando que, embora a luta tenha sido boa, ver Carrillo perder para Andrade novamente o deixou "decepcionado". Por outro lado, Bleacher Report elogiou a rivalidade, afirmando que "Parece quase impossível para Andrade e Carrillo terem uma luta ruim. Cada encontro foi melhor do que o anterior e não foi exceção. " Ele deu a luta uma classificação A.
O combate Elimination Chamber de duplas foi elogiado por suas performances, narrativa, ritmo e pontos memoráveis. O Bleacher Report deu a ele uma classificação A, afirmando "Quanto mais pessoas você adiciona a uma luta, mais difícil é manter o controle de tudo. Mesmo com 10 lutadores na câmara de uma vez, eles fizeram um ótimo trabalho garantindo que pudéssemos seguir a ação. [. . . ] Esta não foi a melhor luta Elimination Chamber da história, mas teve muitos momentos divertidos e contou várias histórias ao mesmo tempo. Isso manteve o ímpeto para o que já era um grande show. A Forbes deu a luta uma classificação B+, afirmando que "os lutadores fizeram com que parecesse o melhor possível. Além disso, o elemento Otis, Dolph e Mandy Rose adicionaram algumas camadas adicionais que ajudaram a aumentar o prazer. " No entanto, ele ressaltou que o resultado era previsível e tirou um pouco da tensão. Heavy avaliou a luta em 4/5, chamando-a de "ótima" e elogiando sua narrativa e performances, em particular da Lucha House Party; mais tarde eles o chamaram de luta da noite.
Styles vs. Black foi elogiado por sua fisicalidade e pelas performances dos dois, bem como por sua atuação. O Bleacher Report deu uma nota B+, afirmando: "Black e Styles trabalharam bem juntos e o envolvimento de Taker foi uma boa surpresa. The Deadman e Styles parecem estar caminhando para uma luta na WrestleMania, mas por agora, Black conseguiu uma grande vitória para dar a ele algum impulso." A Forbes deu ao jogo uma classificação C+, chamando-o de "bastante divertido, mas eu gostaria que ele não tivesse sido forçado no lugar em meio à configuração óbvia para Styles vs. The Undertaker na WrestleMania 36. [. . . ] Sinceramente, uma rivalidade entre Styles e Black seria muito mais interessante, e vimos evidências disso no domingo nesta luta. " Heavy avaliou a luta com 3,5/5, afirmando que "Esta luta realmente ganhou vida assim que a ação foi para o lado de fora - conseguimos uma vaga na mesa bem ruim para começar. Todos na arena sabiam que The Undertaker estava saindo em algum ponto, o que felizmente aconteceu quando The OC pulou em cima de Aleister. Seu confronto divertido e aquele Black Mass desagradável que Aleister entregou a AJ para encerrar esta luta foi muito legal de ver se desenrolar."
A luta Elimination Chamber feminina recebeu críticas mistas. O Relatório do Bleacher deu a luta Elimination Chamber feminina uma classificação B." Brent Brookhouse, da CBS Sports, deu à luta uma classificação B+, afirmando: "Se a intenção do Elimination Chamber era estabelecer Baszler como uma ameaça ao reinado do título feminino de Becky Lynch no Raw, esta luta superou a barreira por uma milha. Pode não ser a  luta Elimination Chamber mais memorável ou cheia de ação da história da WWE, mas ao contar a história da nova força na cidade, foi eficaz." A Forbes deu à luta uma classificação B, afirmando: "Foi uma performance quase tão dominante quanto você jamais verá no EC, e mostrou o quanto a WWE acredita em Baszler como uma supervilã." Wade Killer, do Pro Wrestling Torch, chamou a Elimination Chamber feminina de "a luta menos divertida da noite" e afirmou que "tirou muitos dos benefícios que Baszler teve por dominar dessa forma". Heavy deu à luta uma pontuação baixa de 1/5, chamando a luta de previsível, afirmando que "Tudo começou com alguma ação pouco inspirada, não ficou mais interessante quando Shayna começou a destruir um bando de jobbers e até resultou em um decepcionante primeiro contato entre Shayna e Asuka. Essa merda prejudicou severamente Shayna e sua campanha publicitária na 'Mania 36 contra Becky Lynch."

## Depois do evento
Devido à pandemia de COVID-19, a WWE mudou muitos de seus próximos shows, incluindo a WrestleMania 36, para o WWE Performance Center em Orlando, Flórida, sem fãs presentes . Isso começou com os episódios de 13 de março de SmackDown e 205 Live . A Cerimônia do Hall da Fama da WWE também foi adiada. O NXT TakeOver: Tampa Bay também foi adiado, mas acabou cancelado; lutas programadas e planejadas para o evento foram transferidas para episódios de NXT, começando em 1º de abril. De 21 a 26 de março, a WWE gravou vários episódios de seus programas semanais para futuras transmissões, incluindo a WrestleMania (que foi gravada em 25 e 26 de março e depois exibida em 4 e 5 de abril).

### Raw
Por custar a ele sua luta contra Aleister Black, AJ Styles insultou The Undertaker na noite seguinte no episódio do Raw, trazendo sua esposa Michelle McCool, culpando-a por Undertaker continua voltando para lutar. Styles então desafiou Undertaker para uma luta na WrestleMania 36. A assinatura do contrato para a partida foi realizada na semana seguinte. Styles então desafiou Undertaker para uma luta Boneyard.
Também no Raw seguinte, Seth Rollins desafiou Kevin Owens para uma luta. Owens aceitou a luta na WrestleMania 36.

### SmackDown
Dolph Ziggler continuou a insultar Otis sobre seu relacionamento com Mandy Rose. No episódio de 20 de março da SmackDown, Ziggler custou ao Heavy Machinery (Otis e Tucker) outra oportunidade pelo Campeonato de Duplas do SmackDown. Ziggler então desafiou Otis para uma luta na WrestleMania 36 e Otis aceitou.
No episódio de 27 de março do SmackDown, The New Day (Big E e Kofi Kingston) enfrentaram The Usos (Jey Uso e Jimmy Uso) para determinar os desafiantes número um para enfrentar The Miz e John Morrison pelo Campeonato de Duplas do SmackDown na WrestleMania 36, a luta terminou sem vencedor quando Miz e Morrison atacaram os dois times. Miz e Morrison foram escalados para defender o título contra The New Day e The Usos na WrestleMania 36 em uma luta triple threat de escadas, embora como The Miz se machucou, um membro de cada equipe competiu na luta.
Daniel Bryan e Drew Gulak formaram uma aliança por respeito mútuo. O novo campeão intercontinental Sami Zayn se ofendeu, já que Zayn já havia oferecido Bryan para se juntar à sua facção, o que Bryan inicialmente recusou. Bryan então desafiou Zayn pelo Campeonato Intercontinental na WrestleMania 36 e Zayn aceitou se Gulak pudesse derrotar seu companheiro de equipe, Shinsuke Nakamura. Gulak derrotou Nakamura no episódio de 27 de março do SmackDown para garantir a luta pelo título para Bryan.

## Resultados
| Nº                                          | Resultados | Estipulações | Tempo |
| ------------------------------------------- | --- | --- | ----- |
| Pré- show                                   | The Viking Raiders (Erik e Ivar) derrotaram Curt Hawkins e Zack Ryder | Luta de duplas                                                                                                   | 4:50  |
| 1                                           | Daniel Bryan derrotou Drew Gulak por submissão técnica | Luta individual                                                                                                  | 14:20 |
| 2                                           | Andrade (c) (com Zelina Vega) derrotou Humberto Carrillo | Luta individual pelo Campeonato dos Estados Unidos                                                               | 12:20 |
| 3                                           | John Morrison e The Miz (c) derrotaram The New Day (Big E e Kofi Kingston), The Usos (Jey Uso e Jimmy Uso), Heavy Machinery (Otis e Tucker), Lucha House Party (Gran Metalik e Lince Dorado), e Dolph Ziggler e Robert Roode | Luta Elimination Chamber pelo Campeonato de Duplas do SmackDown                                                  | 32:55 |
| 4                                           | Aleister Black derrotou AJ Styles (com Luke Gallows e Karl Anderson) | Luta sem desclasifficação                                                                                        | 23:15 |
| 5                                           | The Street Profits (Angelo Dawkins e Montez Ford) (c) derrotaram Seth Rollins e Murphy | Luta de duplas pelo Campeonato de Duplas do Raw                                                                  | 18:30 |
| 6                                           | Sami Zayn, Shinsuke Nakamura, e Cesaro derrotaram Braun Strowman (c) | Luta handicap 3-contra-1 pelo Campeonato Intercontinental Como Zayn pinou Strowman, ele foi declarado o campeão. | 8:30  |
| 7                                           | Shayna Baszler derrotou Natalya, Liv Morgan, Asuka, Ruby Riott, e Sarah Logan por submissão | Luta Elimination Chamber por uma luta pelo Campeonato Feminino do Raw na WrestleMania 36                         | 21:00 |
| (c) – Refere-se aos campeões antes da luta. | | |       |

### Luta Elimination Chamber de duplas pelo Campeonato de Duplas do SmackDown
| Ordem de eliminação | Equipe                       | Ordem de entrada | Eliminado por                | Método  | Tempo |
| ------------------- | ---------------------------- | ---------------- | ---------------------------- | ------- | ----- |
| 1º                  | Lucha House Party            | 3º               | Heavy Machinery              | Pinfall | 17:15 |
| 2º                  | Heavy Machinery              | 5º               | Dolph Ziggler e Robert Roode | Pinfall | 23:45 |
| 3º                  | Dolph Ziggler e Robert Roode | 6º               | The Usos                     | Pinfall | 25:15 |
| 4º                  | The New Day                  | 2º               | The Miz e John Morrison      | Pinfall | 29:05 |
| 5º                  | The Usos                     | 1º               | The Miz e John Morrison      | Pinfall | 32:55 |
| Vencedores          | The Miz e John Morrison      | 4º               |                              |         |       |

### Luta Elimination Chamber Feminina
| Ordem de eliminação | Lutador        | Ordem de entrada | Eliminado por  | Método                 | Tempo |
| ------------------- | -------------- | ---------------- | -------------- | ---------------------- | ----- |
| 1º                  | Sarah Logan    | 3º               | Shayna Baszler | Submissão              | 7:50  |
| 2º                  | Ruby Riott     | 2º               | Shayna Baszler | Submissão              | 8:15  |
| 3º                  | Natalya        | 1º               | Shayna Baszler | Submissão              | 9:30  |
| 4º                  | Liv Morgan     | 5º               | Shayna Baszler | Finalização / Knockout | 15:00 |
| 5º                  | Asuka          | 6º               | Shayna Baszler | Finalização / Knockout | 21:00 |
| Vencedora           | Shayna Baszler | 4º               |                |                        |       |